# Víctor Cuesta
Víctor Leandro Cuesta (La Plata, 19 november 1988) is een Argentijns voetballer die doorgaans speelt als centrale verdediger. In februari 2025 verruilde hij Bahia voor Newell's Old Boys. Cuesta maakte in 2016 zijn debuut in het Argentijns voetbalelftal.

## Clubcarrière
Cuesta begon zijn carrière in de jeugdopleiding van Arsenal Sarandí. Voordat hij speeltijd kreeg in het eerste elftal van die club, huurde Defensa y Justicia hem. Na zijn terugkeer kreeg de centrumverdediger meer speeltijd bij Arsenal en hij ontwikkelde zich tot vaste waarde. In het seizoen 2011/12 won Cuesta met de club de Clausura van het landskampioenschap. In 2013 huurde Huracán de Argentijn. Na deze verhuurperiode verliet hij Arsenal definitief; Independiente nam hem over voor circa één miljoen euro. In maart 2017, na drieënhalf jaar bij Independiente, verkaste Cuesta naar Internacional, waar hij zijn handtekening zette onder een verbintenis voor de duur van vier seizoenen. Dit contract werd in maart 2019 met één jaar verlengd. In april 2022 werd Cuesta tot het einde van het kalenderjaar op huurbasis overgenomen door Botafogo. Deze verhuurperiode werd in januari 2023 met een jaar verlengd, waarna Cuesta in mei van dat jaar definitief werd overgenomen door Botafogo. In januari 2024 verkaste hij naar Bahia. Een jaar later nam Newell's Old Boys hem onder contract.

## Clubstatistieken
| Seizoen | Club                 | Competitie         | Competitie | Competitie | Beker | Beker | Internationaal | Internationaal | Totaal | Totaal |
| Seizoen | Club                 | Competitie         | Wed.       | Dlp.       | Wed.  | Dlp.  | Wed.           | Dlp.           | Wed.   | Dlp.   |
| ------- | -------------------- | ------------------ | ---------- | ---------- | ----- | ----- | -------------- | -------------- | ------ | ------ |
| 2009/10 | → Defensa y Justicia | Primera B Nacional | 17         | 1          | 0     | 0     | —              | —              | 17     | 1      |
| 2010/11 | → Defensa y Justicia | Primera B Nacional | 17         | 1          | 0     | 0     | —              | —              | 17     | 1      |
| 2011/12 | Arsenal Sarandí      | Primera División   | 8          | 0          | 2     | 1     | 3              | 0              | 13     | 1      |
| 2012/13 | Arsenal Sarandí      | Primera División   | 11         | 1          | 1     | 0     | 4              | 0              | 16     | 1      |
| 2013/14 | → Huracán            | Primera B Nacional | 33         | 1          | 2     | 1     | —              | —              | 35     | 2      |
| 2014    | Independiente        | Primera División   | 16         | 1          | 1     | 0     | —              | —              | 17     | 1      |
| 2015    | Independiente        | Primera División   | 30         | 1          | 2     | 0     | 6              | 0              | 38     | 1      |
| 2016    | Independiente        | Primera División   | 15         | 3          | 4     | 2     | 4              | 0              | 23     | 5      |
| 2016/17 | Independiente        | Primera División   | 12         | 1          | 2     | 0     | —              | —              | 14     | 1      |
| 2017    | Internacional        | Série A            | 36         | 4          | 4     | 0     | —              | —              | 40     | 4      |
| 2018    | Internacional        | Série A            | 41         | 2          | 6     | 0     | —              | —              | 47     | 2      |
| 2019    | Internacional        | Série A            | 42         | 1          | 8     | 0     | 10             | 0              | 60     | 1      |
| 2020    | Internacional        | Série A            | 43         | 1          | 4     | 0     | 10             | 0              | 57     | 1      |
| 2021    | Internacional        | Série A            | 44         | 0          | 2     | 0     | 8              | 2              | 54     | 2      |
| 2022    | Internacional        | Série A            | 11         | 0          | 1     | 0     | 0              | 0              | 12     | 0      |
| 2022    | → Botafogo           | Série A            | 29         | 4          | 0     | 0     | —              | —              | 29     | 4      |
| 2023    | → Botafogo           | Série A            | 16         | 2          | 4     | 1     | 3              | 0              | 23     | 3      |
| 2023    | Botafogo             | Série A            | 30         | 1          | 1     | 0     | 8              | 0              | 39     | 1      |
| 2024    | Bahia                | Série A            | 15         | 0          | 3     | 0     | —              | —              | 18     | 0      |
| 2025    | Newell's Old Boys    | Primera División   | 0          | 0          | 0     | 0     | —              | —              | 0      | 0      |
| Totaal  | Totaal               | Totaal             | 466        | 25         | 47    | 5     | 56             | 2              | 569    | 32     |

Bijgewerkt op 13 februari 2025.

## Interlandcarrière
Cuesta maakte op 27 mei 2016 zijn debuut in het Argentijns voetbalelftal, toen dat in een vriendschappelijke wedstrijd met 1–0 won van Honduras door een doelpunt van Gonzalo Higuaín. Cuesta moest van bondscoach Gerardo Martino op de reservebank starten en hij mocht twaalf minuten voor het einde van de wedstrijd invallen voor Marcos Rojo. Zijn eerste doelpunt volgde op 14 juni 2016 toen met 3–0 gewonnen werd van Bolivia. Cuesta mocht in de basis starten en hij vormde met Nicolás Otamendi een duo centraal achterin. Na doelpunten van Erik Lamela en Ezequiel Lavezzi maakte de verdediger de derde treffer van de wedstrijd op aangeven van Lavezzi.
| Interlands van Víctor Cuesta voor Argentinië | Interlands van Víctor Cuesta voor Argentinië | Interlands van Víctor Cuesta voor Argentinië | Interlands van Víctor Cuesta voor Argentinië | Interlands van Víctor Cuesta voor Argentinië | Interlands van Víctor Cuesta voor Argentinië |
| №                                            | Datum                                        | Wedstrijd                                    | Uitslag                                      | Competitie                                   | Goals                                        |
| Als speler bij Independiente                 | Als speler bij Independiente                 | Als speler bij Independiente                 | Als speler bij Independiente                 | Als speler bij Independiente                 | Als speler bij Independiente                 |
| -------------------------------------------- | -------------------------------------------- | -------------------------------------------- | -------------------------------------------- | -------------------------------------------- | -------------------------------------------- |
| 1                                            | 27 mei 2016                                  | Argentinië – Honduras                        | 1 – 0                                        | Vriendschappelijk                            |                                              |
| 2                                            | 14 juni 2016                                 | Argentinië – Bolivia                         | 3 – 0                                        | Copa América Centenario                      | 32'                                          |
| 3                                            | 21 juni 2016                                 | Verenigde Staten – Argentinië                | 0 – 4                                        | Copa América Centenario                      |                                              |

Bijgewerkt op 13 februari 2025.

## Erelijst
| Competitie       |                 |                 |                 |                 |
| Competitie       | Aantal          | Jaren           |                 |                 |
| Arsenal Sarandí  | Arsenal Sarandí | Arsenal Sarandí | Arsenal Sarandí | Arsenal Sarandí |
| ---------------- | --------------- | --------------- | --------------- | --------------- |
| Primera División | 1               | Clausura 2012   |                 |                 |
| Copa Argentina   | 1               | 2012/13         |                 |                 |
| Huracán          |                 |                 |                 |                 |
| Copa Argentina   | 1               | 2013/14         |                 |                 |